# Stig Strand
Stig Ivar Strand (Storuman, 25 agosto 1956) è un ex sciatore alpino svedese.

## Biografia
Specialista delle prove tecniche originario di Tärnaby, Strand ottenne il primo piazzamento di rilievo in Coppa del Mondo il 21 dicembre 1975 a Schladming in slalom speciale (9º) e nella stessa stagione esordì ai Giochi olimpici invernali: a Innsbruck 1976 fu 12º sia nello slalom gigante, sia nello slalom speciale. Quattro anni dopo, ai XIII Giochi olimpici invernali di Lake Placid 1980, si classificò 28º nello slalom gigante e non completò lo slalom speciale.
Nella stagione 1981-1982 si piazzò al 2º posto nella classifica di slalom speciale di Coppa Europa, mentre nella successiva stagione 1982-1983 in Coppa del Mondo raggiunse l'apice della carriera: conquistò in slalom speciale tutti i suoi sei podi (il primo il 14 dicembre a Courmayeur, 2º) e i suoi due successi (il 21 dicembre sulla pista Canalone Miramonti di Madonna di Campiglio e il 20 marzo a Furano, suo ultimo podio) e a fine stagione risultò primo nella classifica della Coppa del Mondo di slalom speciale a pari merito con Ingemar Stenmark, ma il trofeo fu assegnato al suo compagno di squadra per i migliori piazzamenti complessivi.
Si ritirò al termine della stagione 1983-1984: il suo ultimo piazzamento in Coppa del Mondo fu il 5º posto nello slalom speciale disputato a Borovec il 5 febbraio, mentre il suo ultimo risultato agonistico fu il 9º posto ottenuto nello slalom speciale dei XIV Giochi olimpici invernali di Sarajevo 1984, il 19 febbraio.

## Bilancio della carriera
Originario di Tärnaby, lo stesso paesino dal quale proveniva Ingemar Stenmark, rivaleggiò agli inizi degli anni 1980 nella specialità in cui eccelleva, lo slalom speciale, proprio con il suo compaesano, uno dei massimi esponenti dello sci alpino di ogni tempo. Pur non riuscendo ad ottenere risultati paragonabili a quelli di Stenmark, fu comunque in grado di conquistare due successi in Coppa del Mondo nella stagione 1982-1983.

## Palmarès

### Coppa del Mondo
- Miglior risultato in classifica generale: 11º nel 1983
- 6 podi (tutti in slalom speciale):
  - 2 vittorie
  - 4 secondi posti

#### Coppa del Mondo - vittorie
| Data             | Località             | Paese    | Specialità |
| ---------------- | -------------------- | -------- | ---------- |
| 22 dicembre 1982 | Madonna di Campiglio | Italia   | SL         |
| 20 marzo 1983    | Furano               | Giappone | SL         |

Legenda:

SL = slalom speciale

### Campionati svedesi
- 5 ori (slalom speciale nel 1980; slalom gigante, slalom speciale nel 1981; slalom gigante nel 1982; slalom speciale nel 1983)[3]